# クンス・シム
クンス・シム（1958年 - ）はドイツ在住の大韓民国の作曲家。当初シュトゥットガルトで当初ラッヘンマンに師事。その後エッセンへ移り、ニコラウス・A・フーバーに師事した。演奏時間の長い、音楽の領域を超えた作品が特徴である。
ヴァンデルヴァイザー楽派に加入の後、脱退。音響彫刻と音楽作品の中間に位置する作品を多く手掛ける。彼の作品はライヴで聴かないことには意味が伝わらないこともしばしば見受けられる。東洋的な叙情が静かに立ち上ってくる個性は、近年大きな注目を集めている。
2003年には内田元享の設立した内田フェローシップの奨学金を取得し、日本に短期留学している。